# موشک بالستیک تاکتیکی

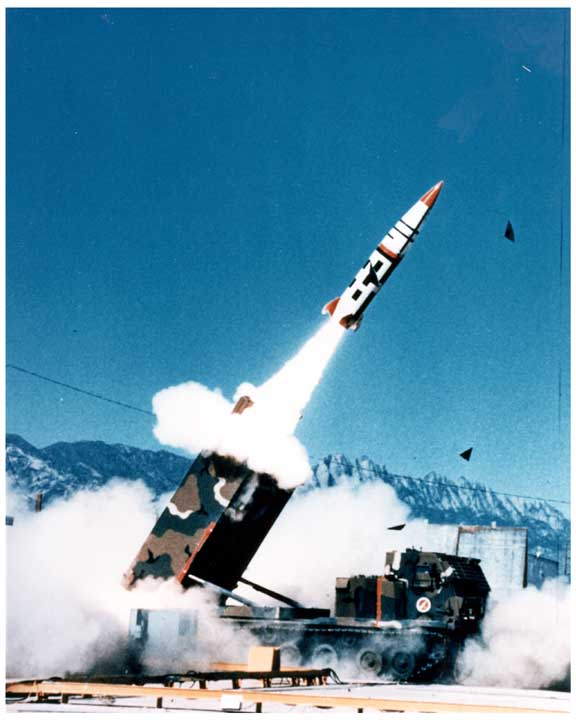
شلیک موشک بالستیک تاکتیکی ام‌جی‌ام-۱۴۰

موشک بالستیک تاکتیکی (انگلیسی: Tactical ballistic missile) یا موشک بالستیک برد میدان نبرد، موشکی بالستیک است که برای استفاده در میدان نبرد کوتاه‌برد طراحی شده است. معمولاً برد آن کمتر از ۱۰۰۰ کیلومتر (۶۲۰ مایل) است. موشک‌های بالستیک تاکتیکی اغلب متحرک هستند تا قابلیت بقا و استقرار سریع را تضمین کنند و همچنین انواع کلاهک‌ها را برای هدف قرار دادن تأسیسات دشمن، مناطق تجمع، توپخانه و سایر اهداف پشت خطوط مقدم حمل کنند. کلاهک‌های موشک‌های بالستیک تاکتیکی می‌توانند شامل کلاهک‌های انفجاری متعارف با قدرت انفجار بالا، شیمیایی، بیولوژیکی یا هسته‌ای باشند. معمولاً سلاح‌های هسته‌ای تاکتیکی در مقایسه با سلاح‌های هسته‌ای استراتژیک، قدرت تخریب کلی محدودی دارند.

## انواع موشک های بالستیک تاکتیکی ایران
فتح ۳۶۰
ذوالفقار 
قادر ۱۱۰